# William Denton
William Denton (Collinsville (Texas), Estados Unidos, 1 de febrero de 1911-8 de marzo de 1946), también llamado Bill Denton, fue un gimnasta artístico estadounidense, subcampeón olímpico en Los Ángeles 1932 en el ejercicio de anillas.

## Carrera deportiva
En las Olimpiadas de Los Ángeles 1932 ganó la plata en la prueba de anillas, tras su compatriota el estadounidense George Gulack y por delante del italiano Giovanni Lattuada.